# Pinoyscincus coxi
Espèce
Synonymes
- Sphenomorphus coxi Taylor, 1915
- Sphenomorphus jagori divergens Taylor, 1922
- Sphenomorphus coxi divergens Taylor, 1922
- Sphenomorphus coxi coxi Taylor, 1915

Statut de conservation UICN

 LC  : Préoccupation mineure
Pinoyscincus coxi est une espèce de sauriens de la famille des Scincidae.

## Répartition

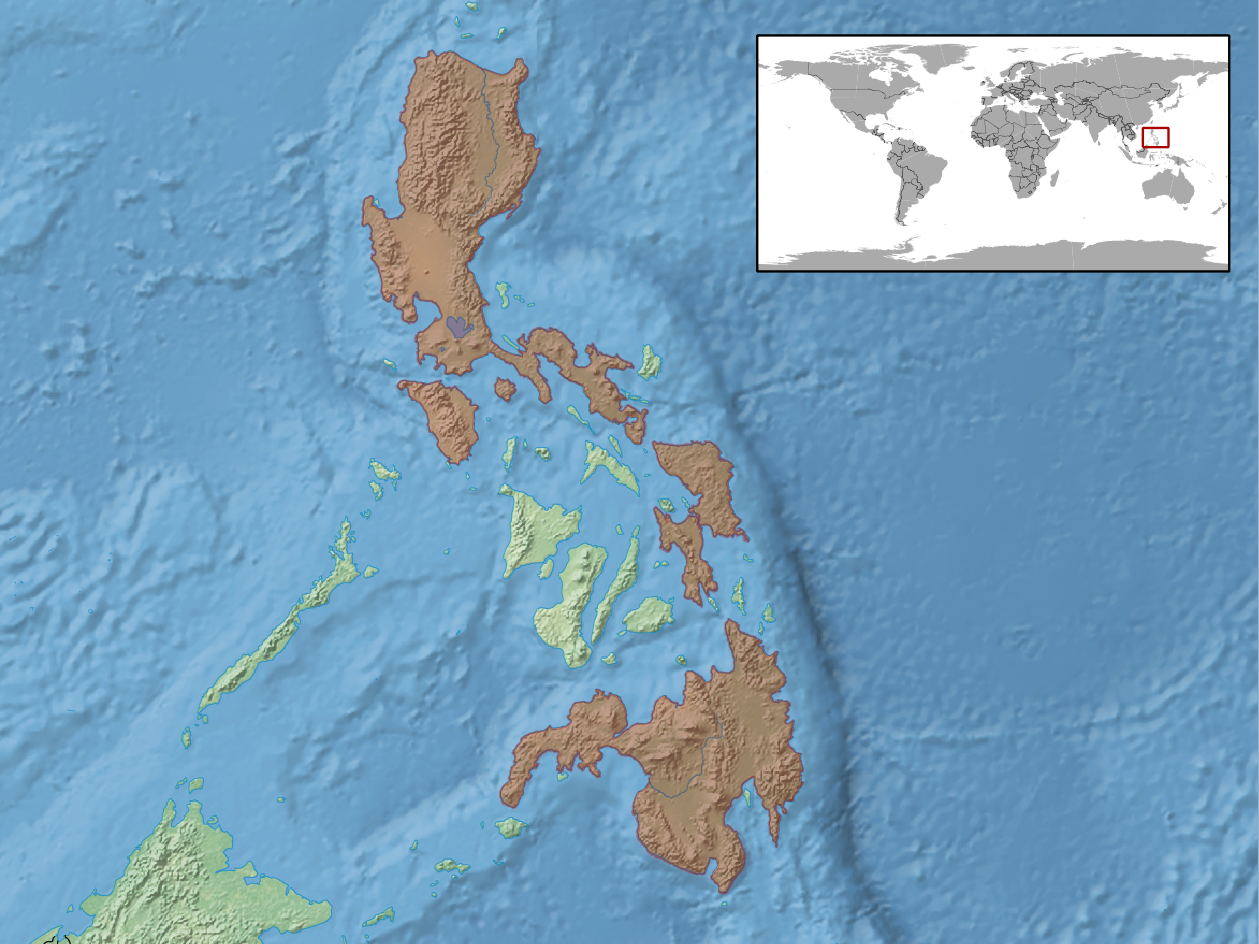
Répartition de l'espèce.

Cette espèce est endémique des Philippines.

## Liste des sous-espèces
Selon The Reptile Database (23 novembre 2012) :
- Pinoyscincus coxi coxi (Taylor, 1915)
- Pinoyscincus coxi divergens (Taylor, 1922)

## Étymologie
Cette espèce est nommée en l'honneur d'Alvin J. Cox.

## Publications originales
- Taylor, 1915 : New species of Philippine lizards. Philippine Journal of Science, vol. 10, p. 89-109 (texte intégral).
- Taylor, 1922 : The lizards of the Philippine Islands. Department of Agriculture and Natural Resources, Bureau of Science, Government of the Philippine Islands, Manila, no 17, p. 1-269.